# Szutowicze
Szutowicze (biał. Шутавічы; ros. Шутовичи) − wieś na Białorusi, w obwodzie grodzieńskim, w rejonie smorgońskim, w sielsowiecie Zalesie.

## Historia
W czasach zaborów wieś włościańska w okręgu wiejskim Sukniewicze, w gminie Smorgonie, w powiecie oszmiańskim, w guberni wileńskiej Imperium Rosyjskiego. W 1866 roku liczyła 250 mieszkańców w 27 domach (101 prawosławnych, 149 katolików). Należała do dóbr skarbowych Smorgonie. W 1905 roku liczyła 266 mieszkańców, 513 dziesięcin.
W latach 1921–1945 wieś leżała w Polsce, w województwie wileńskim, w powiecie oszmiańskim, w gminie Smorgonie.
W 1931 wieś w 53 domach zamieszkiwały 293 osoby.
Wierni należeli do parafii rzymskokatolickiej i prawosławnej w Smorgoniach. Miejscowość podlegała pod Sąd Grodzki w Smorgoniach i Okręgowy w Wilnie; właściwy urząd pocztowy mieścił się w Smorgoniach.
Po II wojnie światowej w granicach Związku Sowieckiego. Do 1973 roku w centrum sielsowietu Szutowicze. Od 1991 w niepodległej Białorusi.